# Calceolaria procera
Calceolaria procera är en toffelblomsväxtart som beskrevs av Francis Whittier Pennell. Calceolaria procera ingår i släktet toffelblommor, och familjen toffelblomsväxter. Inga underarter finns listade i Catalogue of Life.